# Galilea Hạ

Bản đồ vùng Galilea Hạ

Galilea Hạ (tiếng Hebrew: הגליל התחתון, HaGalil HaTahton), là một vùng thuộc miền bắc Israel. Galilea Hạ trải dài từ thung lũng Jezreel ở phía nam tới Galilea Thượng (thung lũng Beit HaKerem) ở phía bắc. Ranh giới phía đông của vùng này là sông Jordan và Biển hồ Galilee. Ranh giới phía tây của nó là thung lũng Zvulun và Akko.
Galilea Hạ là miền nam của Galilea. Nó được gọi là "Hạ" vì có ít núi hơn Galilea Thượng. Các ngọn núi của Galilea Hạ cao tới 500 mét trên mực nước biển Ngọn cao nhất là núi Kamun (598 m) ở miền bắc của Galilea Hạ và núi Tabor (588 m) ở miền nam.

## Địa lý
Galilea Hạ gồm 3 khu vực khác nhau về cấu trúc địa chất:
- Miền tây Galilea Hạ
- Miền trung Galilea Hạ
- Miền cao ở đông Galilea Hạ

Galilea Hạ có các dãy núi thấp kéo dài từ đông sang tây với nhiều thung lũng ở giữa; phía nam của thung lũng Beit HaKerem là dãy núi Shagor, rồi tới thung lũng Sakhnin, dãy núi Yodfat, thung lũng và dãy núi Tur'an, thung lũng Beit Netofa, và dãy núi Ksulot (Joshua 19:18). Ở miền tây của Galilea Hạ có nhiều đồi thấp (200–300 mét) được bao phủ bởi các rừng cây sồi, miền trung Galilea Hạ có nhiều núi hơn và miền đông Galilea Hạ có các sườn núi đá bazan bằng phằng ở độ cao 300 mét trên mực nước biển kéo dài từ đông bắc tới tây nam.
Phong cảnh Galilea Hạ xanh hơn và yên bình hơn Galilea Thượng. Đối với đa số người Israel thì tới Galilea Hạ dễ hơn tới Galilea Thượng (ít hơn 2 giờ lái xe từ khu vực Tel Aviv). Phần lớn các nông trại sản xuất của Israel đều nằm ở Galilea Hạ, đặc biệt là trong các Thung lũng Jezreel và Thung lũng Beit She'an.

## Các loại đất nền
Đất nền của Galilea Hạ chủ yếu bao gồm những loại sau đây:
- Đá vôi - vùng đất ở miền trung Galilea Hạ bao gồm chủ yếu là đá vôi đã được tạo ra do sự tích tụ của các vỏ và bộ xương của sinh vật biển ở đáy biển.
- Terra Rossa (đất sét đỏ) màu nâu- Vùng Galilea Hạ cũng có nhiều khu vực có loại đất nền gồm lượng khoáng sản cao này. Rossa Terra là nền tảng cho sự phát triển các rừng ở đây do nó có một số lượng lớn các khoáng sản cần thiết cho cây phát triển.
- Đá bazan - vùng đất ở khu vực phía tây Galilea Hạ (khu vực gần Cao nguyên Golan) bao gồm chủ yếu là đá bazan, một loại đá hình thành do macma phun ra từ các núi lửa, sau đó nguội dần và trở thành đá cứng. Các đá bazan cũng bao gồm đất rất màu mỡ.

## Các nguồn nước
Cho tới năm 1932 các khu định cư ở miền tây Galilea Hạ chỉ dựa vào nước suối ở gần các làng nên chỉ đủ dùng cho sinh hoạt trong gia đình, do vậy thời đó miền này không thể có một nền nông nghiệp được tưới tiêu.
Năm 1932 giếng khoan đầu tiên được khoan ở thung lũng Yavne'el, cung cấp nước tưới cho khu vực.
Năm 1942 một đường ống dẫn nước được xây dựng từ Biển hồ Galilee tới các làng mang lại kết quả là số lượng đất nông nghiệp được mở rộng, dựa chủ yếu vào các nguồn nước mới, mặc dù chi phí tương đối cao tại thời điểm đó.
Trong thập niên đầu của Nhà nước Israel (mới hình thành), các làng ở Galilea Hạ đã luôn đấu tranh với chính phủ, yêu cầu chính phủ phải giải quyết vấn đề nước cho họ. Sau nhiều cố gắng khoan giếng ở địa phương không thành công trong những năm đó, thì cuối cùng đường ống dẫn nước từ Biển hồ Galilee tới các làng trong Galilea Hạ đã được thực hiện.

## Hình ảnh

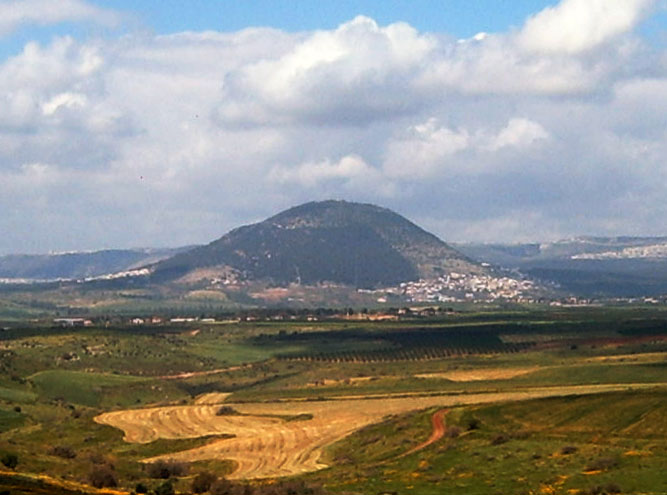
Núi Tabor
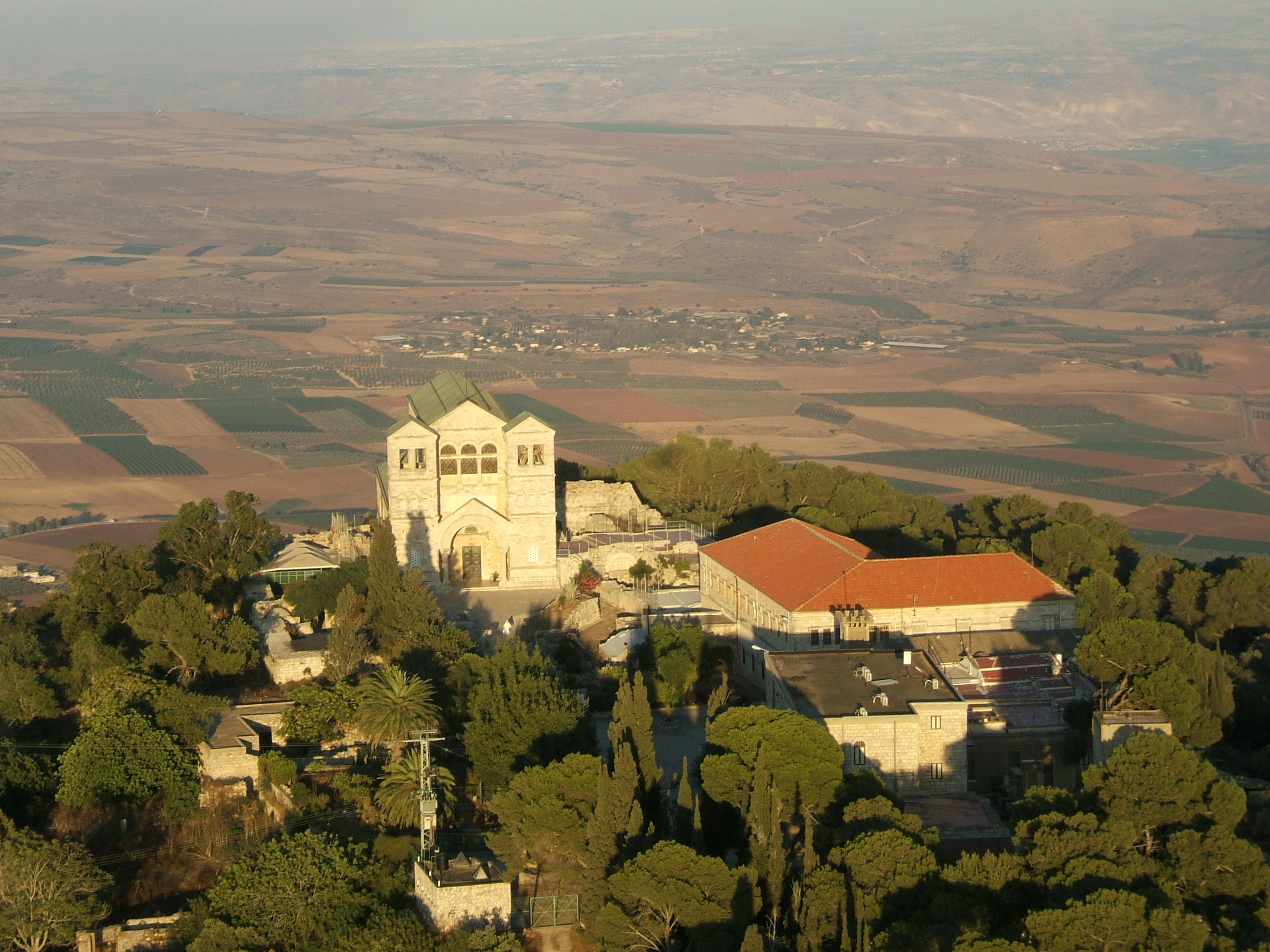
Nhà thờ Chúa biến hình
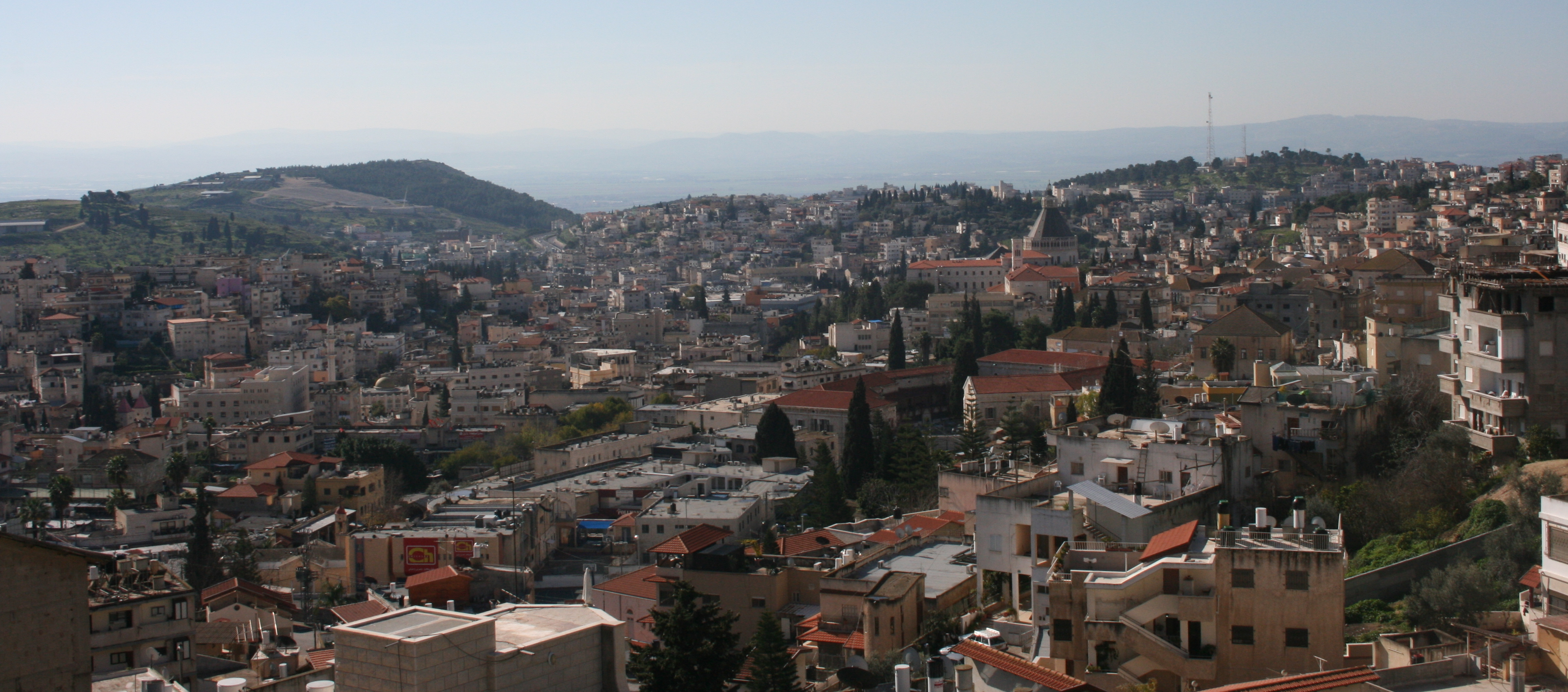
Nazareth